# Rio Nakdong

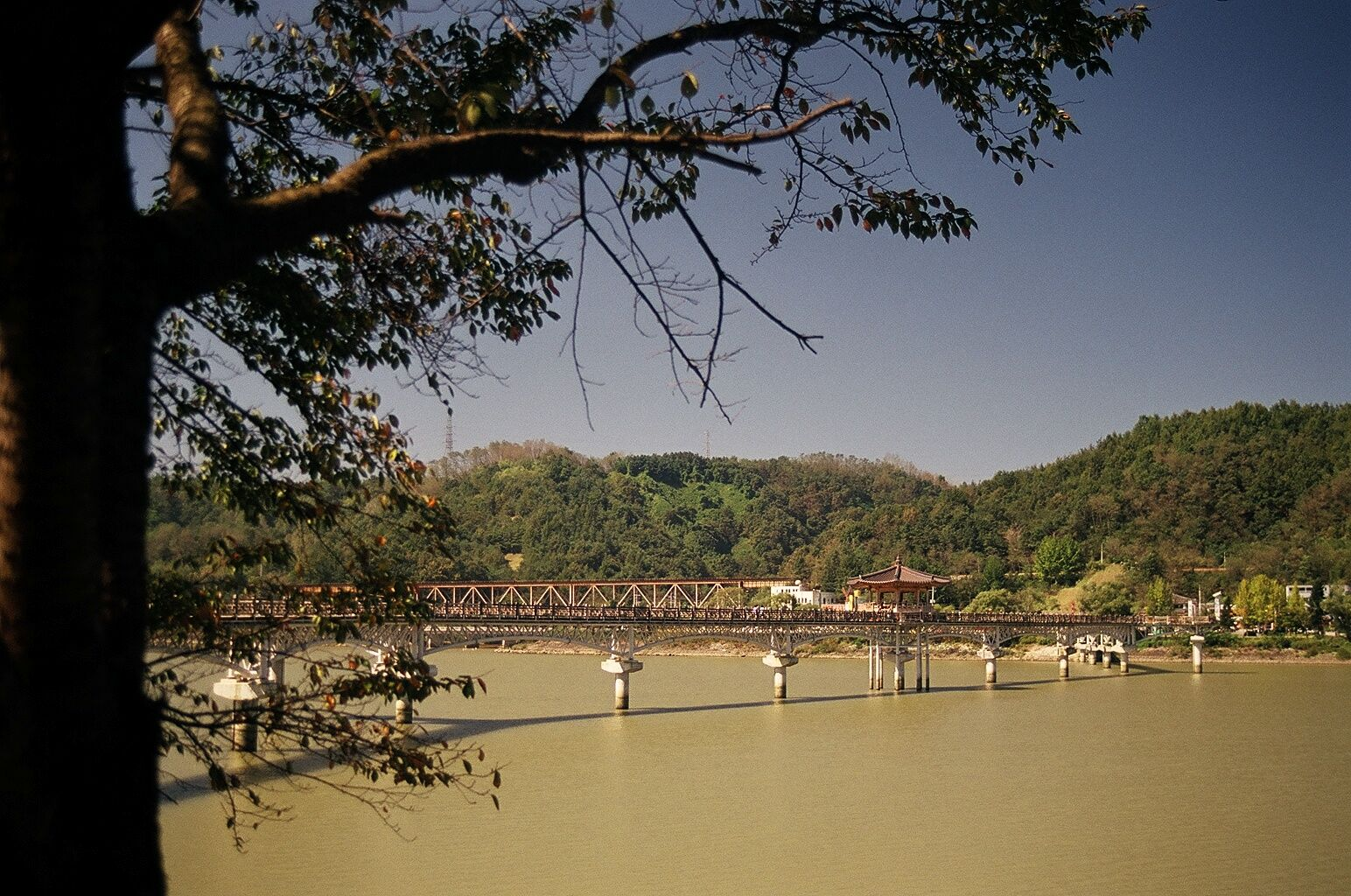
A ponte Andong, sobre o rio Nakdong.

Nakdong (Rakdong na Coreia do Norte) é um rio da Coreia do Sul.